# Scarabaeus inquisitus
Scarabaeus inquisitus är en skalbaggsart som beskrevs av Louis Albert Péringuey 1908. Scarabaeus inquisitus ingår i släktet Scarabaeus och familjen bladhorningar. Inga underarter finns listade i Catalogue of Life.